# Katedra w Parmie
Katedra w Parmie (wł.: Duomo di Parma) – kościół rzymskokatolicki w Parmie (Emilia-Romania, Włochy) poświęcony Wniebowzięciu Najświętszej Maryi Panny. Katedra zlokalizowana jest w centrum miasta, przy placu Piazza Duomo. Świątynia jest siedzibą diecezji Parma.

## Historia
Kościół został zbudowany w latach 1074-1178 (możliwe, że budowa rozpoczęła się wcześniej). Konsekracji dokonał papież Paschalis II w roku 1106.
Gotycka wieża została dobudowana w latach 1284-1294. W planach była bliźniacza wieża po drugiej stronie fasady, lecz budowla nigdy nie została rozpoczęta.

## Budowla
Świątynia ma 81,7 m długości i 28 m szerokości. Fasada ma 29 m wysokości. Katedra jest przykładem pierwszej sztuki romańskiej, charakterystycznego dla Lombardii i Toskanii stylu na pograniczu sztuki przedromańskiej i romańskiej.
Wnętrze katedry ozdobione jest szczególnie cennymi freskami, wśród których wyróżnia się iluzjonistyczne dzieło Antonio Allegriego da Correggio - Wniebowzięcie zdobiące kopułę (kwadratura).